# Anakinra
Anakínra (pod zaščitenim imenom Kineret) je učinovina v obliki beljakovine, ki deluje kot kompetitivni antagonist humanega receptorja za interlevkin-1 in ga izdelujejo v celicah Escherichie coli s tehnologijo rekombinantne DNK. Uporablja se za zdravljenje revmatoidnega artritisa in drugih revmatičnih bolezni.

## Mehanizem delovanja
Anakinra je analog naravnega antagonista za receptor IL-1. Nevtralizira biološko aktivnost interlevkina-1α in interlevkina-1β, saj kompetitivno zavre njuno vezavo na receptor za interlevkin-1 tipa I. Interlevkin-1 (IL-1) je sicer ključni
citokin, pospešuje vnetje; posreduje številne celične odzive, med drugimi tudi tiste, ki so pomembni pri sinovialnem vnetju (v sklepih).